# 湯西川
湯西川（ゆにしがわ）は、栃木県北西部を流れる利根川水系男鹿川支流の一級河川である。

## 地理
帝釈山脈枯木山を水源とする一級河川三河沢川と橋立沢の合流より起点し、五十里湖にて一級河川男鹿川と合流に至るまでの22.5km。流域には湯西川温泉がある。権現橋より上流側に平家釜ン滝がある。

## 河川施設
| 一次 支川名 （本川） | 二次 支川名 | 三次 支川名 | ダム名     | 堤高 (m) | 総貯水 容量 (千m3) | 型式   | 事業者       | 備考 |
| -------------------- | ----------- | ----------- | ---------- | -------- | ------------------ | ------ | ------------ | ---- |
| 湯西川               | －          | －          | 仲内ダム   | 12.5     | 80                 | 重力式 | 栃木県企業局 | 廃止 |
| 湯西川               | －          | －          | 湯西川ダム | 119      | 75,000             | 重力式 | 国土交通省   |      |

- 湯西川発電所（平成18年10月廃止：栃木県企業局）

## 橋梁
- 沢口橋
- 天楽堂吊り橋
- 湯平橋
- 伊勢の前橋
- 権現橋
- 移木橋
- 夫婦橋
- 水の郷大つり橋 - 全長116 m、幅1.5 m、水面からの高さ13 m[1]。
- 仲内大橋
- 湯西川橋梁